# Assembleia Legislativa de Mato Grosso do Sul
A Assembleia Legislativa de Mato Grosso do Sul (Alems) é o órgão de representação do Poder Legislativo através dos deputados estaduais do Estado de Mato Grosso do Sul. Sua sede situa-se no Palácio Guaicurus dentro do Parque dos Poderes, em Campo Grande. Conta com 24 deputados estaduais eleitos pelo voto direto.

## História
Regida pela Constituição de 1969, a ALMS proveio da primeira Assembleia Estadual Constituinte de Mato Grosso do Sul, criada no dia 1 de janeiro de 1979 pelo então presidente da república, general Ernesto Geisel, como parte da lei complementar 31, que desmembrou a porção sul do estado de Mato Grosso para criar um novo estado. No dia 13 de junho de 1979, foi promulgada a constituição estadual, que conferiu à casa sua denominação atual.
Anos depois, seguindo a determinação da Constituição Federal de 1988, a Assembleia Legislativa, investida de Poder Constituinte, elabora a segunda Carta Magna, promulgada em 5 de outubro de 1989. Da fundação até hoje foram 10 legislaturas, sendo no início 18 parlamentares e desde a segunda legislatura são 24.

## Legislaturas
- 1ª Legislatura: 1979–1983
- 2ª Legislatura: 1983–1987
- 3ª Legislatura: 1987–1991
- 4ª Legislatura: 1991–1995
- 5ª Legislatura: 1995–1999
- 6ª Legislatura: 1999–2003
- 7ª Legislatura: 2003–2007
- 8ª Legislatura: 2007–2011
- 9ª Legislatura: 2011–2015
- 10ª Legislatura: 2015–2019
- 11ª Legislatura: 2019–2023